# Robinson Crusoe (film fra 1947)
 For alternative betydninger, se Robinson Crusoe (flertydig). (Se også artikler, som begynder med Robinson Crusoe)
Robinson Crusoe (russisk: Робинзон Крузо) er en sovjetisk film fra 1947 af Aleksandr Andrijevskij.

## Medvirkende
- Pavel Kadotjnikov - Robinson Crusoe
- Jurij Ljubimov
- Aleksandr Smiranin
- E. Sanikidze
- V. Pavlenko - Liza